# Spiekeroog II
Die Spiekeroog II ist neben der Spiekeroog I, der Spiekeroog IV und der WattnExpress eines der zwischen der Nordseeinsel Spiekeroog und Neuharlingersiel eingesetzten Fährschiffe. Das Schiff gehört der Nordseebad Spiekeroog GmbH; es wurde 1991 gekauft und mit der Ausmusterung der alten Spiekeroog II in Betrieb genommen.

## Das Schiff
Das Schiff wurde unter der Baunummer 166 auf der Martin Janssen Schiffswerft und Maschinenfabrik in Leer gebaut. Die Kiellegung erfolgte am 1. Dezember 1980, der Stapellauf am 16. März und die Fertigstellung im April 1981. Angetrieben wird das Schiff durch zwei Dieselmotoren, die mit einer Leistung von je 445 kW auf die beiden Festpropeller des Schiffes wirken. Weiterhin verfügt das Schiff über ein Bugstrahlruder.
Die Fähre ist auf Spiekeroog stationiert und fährt normalerweise ein bis zwei Mal täglich nach Neuharlingersiel und zurück. Neben den Gepäckstücken der Reisenden, die in Containern auf dem Vorschiff transportiert werden, wird auch Postfracht befördert.
Die Spiekeroog II hat drei für Passagiere zugängliche Decks, darunter das Hauptdeck mit dem Hauptsalon und einem Kiosk auf der Höhe des Achterdecks, das Oberdeck mit dem Obersalon und einer großen Anzahl von Sitzplätzen im Freien darüber.
Die Spiekeroog II ist für die Watt- und Küstenfahrt  zugelassen. Das Schiff wurde nicht speziell für ihr Einsatzgebiet gebaut und ist im Vergleich zu den beiden Fährschiffen Spiekeroog I und Spiekeroog III wesentlich leistungsstärker und seegängiger. Die höhere Seegängigkeit resultiert hauptsächlich aus dem deutlich höheren Bug, den stärkeren Maschinen und der Aufnahmefähigkeit von Ballastwasser. Bis 2008 wurde die Spiekeroog II gelegentlich für Tagesfahrten nach Helgoland eingesetzt. Da zur Weiterführung dieser Fahrten aus Sicherheitsgründen an den unteren Fenstern Umbaumaßnahmen hätten durchgeführt werden müssen, wurden diese Fahrten eingestellt.

## Geschichte
Von 1981 fuhr das Schiff unter den Namen Hannover und Stadt Neustadt in Schweden. 1991 wurde das Schiff von der Nordseebad Spiekeroog GmbH gekauft.
Am 7. März 2003 rammte die Spiekeroog II bei dichtem Nebel das Emssperrwerk in Gandersum und wurde stark beschädigt. Nachdem Reparaturen bei der Schiffswerft Diedrich in Oldersum durchgeführt wurden, konnte die Spiekeroog II im April 2003 wieder in den Liniendienst nach Spiekeroog zurückkehren.
Nachdem 2008 neue Maschinen mit höherem Gewicht eingebaut wurden, musste die Fahrgastzahl von 700 auf nunmehr 690 reduziert werden.

## Vorgängerschiffe
Es gab bereits zwei Schiffe gleichen Namens:
- Die jetzige Jens Albrecht III: 1935 als Baltrum II gebaut, verkehrte von 1958 bis 1985 als Spiekeroog II
- Die jetzige Harle Kurier: 1971 als Langeoog II gebaut, verkehrte von 1985 bis 1991 als Spiekeroog II